# Équipe du Canada de rugby à XV à la Coupe du monde 1995
L'équipe du Canada termine troisième en poule de la Coupe du monde de rugby 1995 et a été éliminée à ce stade.
Les joueurs suivants ont joué pendant cette coupe du monde 1995. Les noms en gras indiquent les joueurs qui étaient le plus souvent titulaires.

## Première Ligne
- Eddie Evans (3 matchs, 3 comme titulaire)
- Rod Snow (3 matchs, 3 comme titulaire)
- Mark Cardinal (2 matchs, 2 comme titulaire)

## Deuxième Ligne
- Mike James (2 matchs, 2 comme titulaire)
- Glen Ennis (3 matchs, 2 comme titulaire)

## Troisième Ligne
- Al Charron (3 matchs, 3 comme titulaire)
- Ian Gordon (2 matchs, 2 comme titulaire)
- John Hutchinson (en) (2 matchs, 1 comme titulaire)
- Colin McKenzie (2 matchs, 2 comme titulaire)
- Gord MacKinnon (2 matchs, 2 comme titulaire)
- Chris Michaluk (1 match, 0 comme titulaire)

## Demi de mêlée
- John Graf (3 matchs, 3 comme titulaire)

## Demi d’ouverture
- Gareth Rees (3 matchs, 3 comme titulaire) 3 fois capitaine

## Trois-quarts centre
- Steve Gray (3 matchs, 3 comme titulaire)
- Christian Stewart (3 matchs, 3 comme titulaire)

## Trois-quarts aile
- Dave Lougheed (3 matchs, 3 comme titulaire)
- Winston Stanley (3 matchs, 3 comme titulaire)

## Arrière
- Scott Stewart (3 matchs, 3 comme titulaire)

## Meilleurs marqueurs d'essais
- Al Charron 2 essais
- Rod Snow, Colin McKenzie 1 essai

## Meilleur réalisateur
- Gareth Rees 25 points